# Лас Амариљас, Махада лос Нопалес Алтос (Пинос)
Лас Амариљас, Махада лос Нопалес Алтос (шп. Las Amarillas, Majada los Nopales Altos) насеље је у Мексику у савезној држави Закатекас у општини Пинос. Насеље се налази на надморској висини од 2040 м.

## Становништво
Према подацима из 2005. године у насељу је живело 14 становника.

### Хронологија
| Година       | 2000         | 2005 |
| ------------ | ------------ | ---- |
| Становништво | 22 (12 / 10) | 14   |

### Попис
| # | Индикатор                        | Вредност |
| - | -------------------------------- | -------- |
| 1 | Укупно појединачних домаћинстава | 2        |